# Ubuntu Software Center
Ubuntu Software Center, ou simplesmente Software Center, é uma interface gráfica livre para o Sistema gestor de pacotes APT/dpkg.
O programa tem por função permitir a adição e gerência de respositórios, bem como PPAs do Ubuntu, e, no Ubuntu especificamente, a compra de aplicações comerciais.
O desenvolvimento encerrou-se em 2015, e o Ubuntu 16.04 LTS substituiu-o pelo GNOME Software.